# Arenicolides ecaudata
Arenicolides ecaudata är en ringmaskart som först beskrevs av Johnston 1835.  Arenicolides ecaudata ingår i släktet Arenicolides och familjen Arenicolidae. Arten är reproducerande i Sverige. Inga underarter finns listade i Catalogue of Life.